# 钱元㻑
钱元㻑（889年—10世紀），原名钱传㻑，杭州錢塘（今浙江杭州）人，是五代十國的吳越國武肃王钱镠的第十子，文穆王钱元瓘的弟弟，母亲莊穆夫人吴氏。同母兄弟钱传瑛、钱元璙、钱传璟、錢傳璛、钱元琳。
钱元㻑出生于唐昭宗龍紀元年（889年）。后梁皇帝朱友貞下诏，为錢镠諸子加官进爵。錢镠諸子十一人在917年后梁的詔書排序如下：钱传璟、钱传璙、钱传瓘、钱传璲、钱传懿、钱传(王瞿)、钱传球、钱传㻑、钱传珦、钱传琰、錢傳璛。钱传㻑担任义州刺史。封金华侯。